# Eggers (Familienname)
Eggers ist ein deutscher Familienname.

## Namensträger

### A
- Alexander Heinrich Eggers (1864–1937), deutscher Pädagoge und Publizist
- Anke Eggers (* 1946), deutsche Opernsängerin und Gesangspädagogin

### B
- Bartholomeus Eggers (um 1637–um 1692), niederländischer Bildhauer
- Bernhard Eggers (1882–1937), deutscher Politiker (NSDAP)

### C
- Carl Eggers (1787–1863), deutscher Maler
- Carsten Eggers (1958–2021), deutscher Bildhauer und Maler
- Christian von Eggers (1758–1813), deutscher Autor und Staatsmann
- Christian Eggers (1938–2020), deutscher Psychiater, Kinderarzt und Hochschullehrer
- Christoph Eggers (* 1943), deutscher Chirurg und Hochschullehrer
- Conrado Eggers Lan (1927–1996), argentinischer Philosoph und Philosophiehistoriker
- Cosima Eggers-von Wittenburg (* 1968), deutsche Juristin, Richterin und Direktorin des Landesrechnungshof des Saarlandes

### D
- Daniel Eggers (Philosoph) (* 1973), deutscher Philosoph
- Daniel Eggers (Liedermacher) (1975–2001), deutscher Liedermacher
- Dave Eggers (* 1970), US-amerikanischer Schriftsteller und Herausgeber
- Dirk Eggers (* 1967), deutscher TV-Produzent
- Doug Eggers (1930–2025), US-amerikanischer American-Football-Spieler

### E
- Eckhard Eggers (* 1957), deutscher Slawist
- Elina Eggers (* 1987), schwedische Wasserspringerin
- Erik Eggers (* 1968), deutscher Autor und Sportjournalist
- Ernst Eggers (1939–2021), deutscher Politiker (FDP)

### F
- Friedrich Eggers (1819–1872), deutscher Kunsthistoriker
- Friedrich Eggers (Politiker) (1867–1945), deutscher Politiker und Verwaltungsbeamter

### G
- Gerd Eggers (1945–2018), deutscher Lyriker

### H
- Hans Eggers (Bürgermeister), deutscher Politiker, Bürgermeister der Neustadt Hildesheim
- Hans Eggers (Sprachwissenschaftler) (1907–1988), deutscher Sprachwissenschaftler
- Hans Joachim Eggers (1927–2016), deutscher Virologe und Lehrstuhlinhaber
- Hans Jürgen Eggers (1906–1975), deutscher Prähistoriker
- Harald Eggers (Schauspieler) (1927–1993), deutscher Schauspieler und Hörspielsprecher
- Harald Eggers (* 1942), deutscher Leichtathlet
- Harald Eggers (Manager) (1951–2010), deutscher Industriemanager
- Heinrich Eggers (Naturforscher) (1848–1915), deutscher Lehrer, Botaniker und Käfersammler
- Heinrich Herbert Friedrich Eggers (1907–1981), deutscher Maler und Grafiker
- Heinz Eggers (1918–2012), deutscher Geograph und Hochschullehrer
- Helmut Eggers (Marineoffizier) (1917–2005), deutscher Kapitän zur See
- Helmut Eggers (Ingenieur) (1940–2020), deutscher Bauingenieur und Hochschulprofessor
- Hermann Eggers (1879–1957), deutscher Unternehmer
- Hermann-Ragnar Eggers (1910–2003), deutscher Diplom-Ingenieur und Erfinder
- Holger Eggers (* 1978), deutscher Basketballspieler

### J
- Jakob Eggers († 1618), Hamburger Oberalter
- Jakob von Eggers (1704–1773), General
- Johann Eggers (1830–1881), deutscher Kaufmann und Kammerfunktionär
- Johann Eggers (Unternehmer) (1747–1819), deutscher Kaufmann (Eggers & Franke)
- Johann Conrad Eggers (1741–1814), deutscher lutherischer Theologe
- Johann Hans Cord Eggers (1780–1850), Direktor des Christianeums, Altona
- Jörg A. Eggers (* 1936), österreichischer Drehbuchautor, Regisseur und Produzent

### K
- Karin Eggers (* 1945), deutsche Politikerin (CDU), MdHB
- Karl Eggers (Schriftsteller) (1826–1900), deutscher Lyriker
- Karl Eggers (SA-Mitglied) (1883–1958), deutscher Parteifunktionär (NSDAP) und SA-Führer
- Karl Eggers (Politiker) (1919–2004), deutscher Politiker (SPD)
- Kurt Eggers (1905–1943), deutscher Schriftsteller, Politiker (NSDAP) und SS-Offizier

### M
- Marc Eggers (Filmemacher) (* 1969), deutscher Filmemacher
- Marc Eggers (Musiker) (* 1986), deutsches Model, Laiendarsteller und Webvideoproduzent
- Marie Eggers-Smidt (1844–1923), deutsche Frauenrechtlerin in Bremen
- Matthias Eggers (* 1985), deutscher Politiker (CDU)
- Michael Eggers (* 1969), deutscher Germanist

### N
- Nicolaus Eggers (1689–1758), deutscher lutherischer Theologe und Generalsuperintendent der Generaldiözese Grubenhagen und auf dem Harz

### P
- Paul Eggers (1888–1939), deutscher Kaufmann und Politiker (DNVP)
- Peter Eggers (Unternehmer) (1845–1921), deutscher Unternehmer
- Peter Eggers (Schauspieler) (* 1980), schwedischer Schauspieler
- Philipp Eggers (1929–2016), deutscher Erziehungswissenschaftler und Jurist

### R
- Reinhold Eggers (1890–1974), deutscher Pädagoge, Offizier und Schriftsteller
- Richard Eggers (1905–1995), deutscher Landschaftsmaler und Linolschneider
- Robert Eggers (* 1983), US-amerikanischer Filmregisseur, Drehbuchautor und Szenenbildner
- Rüdiger Eggers (* 1958), deutscher Maler, Tischler und Designer
- Rudolf Eggers (1826–1896), deutscher Generalmajor

### S
- Stefan Eggers (* 1970), deutscher Basketballspieler
- Susan Eggers (* 1943), US-amerikanische Computeringenieurin
- Sven Eggers (* 1965), deutscher rechtsextremer Journalist und Politiker (DVU)

### T
- Thomas E. Eggers (* um 1942), pensionierter Generalmajor der US Air Force

### U
- Ulrich Eggers (* 1955), deutscher Publizist, evangelischer Pastor, Autor und Verlagsleiter

### W
- Wilfried Eggers (* 1951), deutscher Rechtsanwalt und Autor
- Wilhelm Eggers (1867–1952), deutscher Lehrer und Politiker
- Willi Eggers (1911–1979), deutscher Schriftsteller
- William von Eggers Doering (1917–2011), amerikanischer Chemiker und Hochschullehrer
- WP Eberhard Eggers (1939–2004), deutscher Grafiker, Maler, Bildhauer und Freimaurer